# Mariusz Malinowski
Mariusz Malinowski (ur. 1971) – polski socjolog i latynoamerykanista, doktor habilitowany nauk humanistycznych. Od 1996 pracownik Centrum Studiów Latynoamerykańskich Uniwersytetu Warszawskiego. Adiunkt i wicedyrektor w Instytucie Ameryk i Europy UW.
Doktorat pod tytułem Organizacje polonijne w Argentynie i Brazylii w latach 1989-2000 obronił na Uniwersytecie Jagiellońskim w 2002 roku (promotorem pracy był Tadeusz Paleczny). Habilitował się w 2013 w Instytucie Studiów Politycznych PAN na podstawie oceny dorobku naukowego i rozprawy pt. W poszukiwaniu brazylijskości. Główne nurty brazylijskiej myśli społecznej w XX wieku.

## Publikacje
W dorobku publikacyjnym M. Malinowskiego znajdują się m.in.:
Autor
- Społeczeństwo Kordoby w czasach Kolumba, inkwizycji i rekonkwisty : (przełom XV i XVI wieku ). Toruń: Adam Marszałek, 2000. ISBN 83-7174-580-X. Brak numerów stron w książce (2 wyd. 2002, ISBN 83-7322-317-7; 3 wyd. 2004, ISBN 83-7441-049-3)
- Sahara Zachodnia : konflikt terytorialny między Marokiem a Hiszpanią w latach 1956 - 1976. Toruń: Wydaw. Adam Marszałek, 2001. ISBN 83-7174-732-2. Brak numerów stron w książce (2 wyd. 2002, ISBN 83-7322-357-6; 3 wyd. 2004, ISBN 83-7441-050-7)
- Ruch polonijny w Argentynie i Brazylii w latach 1989-2000. Warszawa: Centrum Studiów Latynoamerykańskich. Uniwersytet Warszawski, 2005. ISBN 83-89251-17-5. Brak numerów stron w książce

Redaktor
- Mariusz Malinowski (red.): Polonia latynoamerykańska w polskiej nauce i praktyce społecznej : tendencje najnowsze i wyzwania, konferencja robocza, Warszawa, 28 listopada 1997 r.. Warszawa: Centrum Studiów Latynoamerykańskich. Uniwersytet Warszawski, 1998. ISBN 83-85620-24-9. Brak numerów stron w książce
- Mariusz Malinowski (red.): Rola duszpasterstwa polskiego w organizacji społeczności lokalnych w Ameryce Łacińskiej : materiały z konferencji, Warszawa, 4-5 grudnia 1998. Warszawa: Centrum Studiów Latynoamerykańskich - Uniwersytet Warszawski, 1999. ISBN 83-85620-52-4. Brak numerów stron w książce
- Mariusz Malinowski (red.): Tożsamość oraz percepcja Polski i polskości w środowiskach Polonii latynoamerykańskiej : materiały z konferencji, Warszawa, 2-3 grudnia 1999. Warszawa: Centrum Studiów Latynoamerykańskich - Uniwersytet Warszawski, 2000. ISBN 83-85620-63-X. Brak numerów stron w książce
- Arkadiusz Adamczyk et al.: Niebem i sercem okryta : studia historyczne dedykowane dr Jolancie Malinowskiej. Mariusz Malinowski (red.). Toruń: Wydaw. Adam Marszałek, 2002. ISBN 83-7322-281-2. Brak numerów stron w książce
- Relaciones y percepciones mutuas entre Europa y las Américas a las Puertas del siglo XXI: desafíos y expectativas. Andrzej Dembicz, Mariusz Malinowski (red.). Warszawa: Centrum Studiów Latynoamerykańskich - Uniwersytet Warszawski, 2000. ISBN 83-85620-84-2. Brak numerów stron w książce